# كورت ماير (متزلج جماعي)
كورت ماير هو متزلج جماعي سويسري، ولد في 6 أبريل 1962 في سويسرا.

## وصلات خارجية
- كورت ماير على موقع اللجنة الأولمبية الدولية (الإنجليزية)
- كورت ماير على موقع أوليمبيديا (الإنجليزية)